# Anh 20–0 Latvia
Vào ngày 30 tháng 11 năm 2021, đội tuyển nữ Anh đối đầu đội tuyển nữ Latvia trong một trận đấu bóng đá thuộc khuôn khổ vòng loại Giải vô địch bóng đá nữ thế giới 2023. Trận đấu được tổ chức trên sân vận động Keepmoat tại Doncaster, Anh. Đội tuyển Anh lập kỷ lục chiến thắng đậm nhất trong lịch sử đội tuyển khi giành chiến thắng 20–0.
Trận đấu đã phá vỡ rất nhiều kỷ lục của bóng đá Anh nói riêng khi có tới bốn cầu thủ ghi được hat-trick, lần đầu tiên trong một trận đấu của đội tuyển Anh. Nó cũng trở thành trận thắng đậm nhất trong lịch sử của cả đội tuyển nam và nữ Anh, vượt qua kỷ lục trước đó của đội tuyển nữ (13–0 trước Hungary vào năm 2005) và đội tuyển nam (13–0 trước Ireland vào năm 1882). Hat-trick của cầu thủ dự bị Alessia Russo chỉ trong vòng 11 phút đã trở thành hat-trick nhanh nhất từng được lập bởi một cầu thủ người Anh. Ngoài ra, tiền đạo Ellen White trở thành cầu thủ ghi nhiều bàn thắng nhất trong lịch sử đội tuyển khi hat-trick của cô nâng tổng số bàn thắng mà cô ghi được cho đội tuyển lên 48, vượt qua kỷ lục 46 bàn thắng trước đó của Kelly Smith. Trận đấu này chỉ cách kỷ lục chiến thắng đậm nhất trong một trận đấu giữa hai đội tuyển quốc gia nữ một bàn thắng.
Kết quả chung cuộc của trận đấu đã khiến cho những cuộc tranh cãi nổ ra về thể thức thi đấu của vòng loại, huyến luyện viên của đội tuyển Anh Sarina Wiegman cho rằng vòng loại nên được sắp xếp lại để tránh các trận đấu quá mất cân bằng như vậy, UEFA cũng có cùng quan điểm này.

## Bối cảnh
| VT | Đội               | ST | T | H | B | BT | BB | HS  | Đ  | Giành quyền tham dự                   |
| -- | ----------------- | -- | - | - | - | -- | -- | --- | -- | ------------------------------------- |
| 1  | Anh               | 5  | 5 | 0 | 0 | 33 | 0  | +33 | 15 | Giải vô địch bóng đá nữ thế giới 2023 |
| 2  | Bắc Ireland       | 6  | 4 | 1 | 1 | 30 | 6  | +24 | 13 | Play-offs                             |
| 3  | Áo                | 5  | 3 | 1 | 1 | 21 | 4  | +17 | 10 |                                       |
| 4  | Luxembourg        | 4  | 1 | 0 | 3 | 3  | 21 | −18 | 3  |                                       |
| 5  | Bắc Macedonia (Y) | 6  | 1 | 0 | 5 | 6  | 38 | −32 | 3  |                                       |
| 6  | Latvia (Y)        | 4  | 0 | 0 | 4 | 2  | 26 | −24 | 0  |                                       |

1. 1 2  Xếp hạng dựa trên thành tích đối đầu: Luxembourg 3 điểm; Bắc Macedonia 0 điểm.

Bảng D trước khi trận đấu diễn ra.
Đội tuyển Anh bước vào trận đấu sau chiến thắng 1–0 trước Áo tại sân vận động Ánh Sáng, đánh dấu chiến thắng thứ năm liên tiếp của họ, trong đó họ ghi tới 33 bàn thắng và giữ sạch lưới trong tất cả các trận đấu. Trong khi đó, Latvia vẫn chưa giành được bất kỳ điểm số nào tại bảng đấu, chỉ ghi được 2 bàn thắng và thủng lưới tới 26 bàn. Mười trong số đó đến từ trận lượt đi diễn ra vào ngày 26 tháng 11 năm 2021, nơi các bàn thắng của White, Bright, Mead, Williamson, Stanway, cú đúp của Daly và hat-trick của Toone mang lại chiến thắng 10–0 thứ hai trong chiến dịch vòng loại của đội tuyển Anh. Trước trận đấu, Anh xếp thứ tám trên Bảng xếp hạng bóng đá nữ FIFA, hơn Latvia 94 bậc ở vị trí 102.
Một Latvia yếu đuối bước vào trận đấu mà thiếu vắng nhiều trụ cột quan trọng như Miksone, Ročāne, Fedotova và Vaivode; họ đều không thi đấu với nhiều lý do khác nhau. Có thông tin cho biết việc trận đấu bắt đầu vào lúc 21:00 giờ Đông Âu vào tối ngày thứ ba khiến cho những cầu thủ Latvia có công việc khác ngoài đá bóng khó có thể nghỉ việc để tham gia trận đấu. Trong khi đó, đội trưởng và người năm lần đoạt giải thưởng cầu thủ nữ Latvia của năm Olga Ševcova rút lui do "hoàn cảnh gia đình".
Dưới tình thế đó, Latvia đã phải bổ sung những cầu thủ chưa bao giờ ra sân thi đấu trong các trận đấu quốc tế vào đội hình và chắp vá thêm những cầu thủ ít kinh nghiệm thi đấu ở cấp độ quốc tế cấp cao. Để củng cố đội hình, huấn luyện viên Romāns Kvačovs đã triệu tập thêm Anna Gornell, một cầu thủ bóng đá sinh ra tại Mỹ đang chơi cho đội bóng Sundsvalls DFF tại giải hạng hai Thụy Điển Elitettan, cô có đủ điều kiện tham gia thi đấu do có gốc gác Latvia.
Doncaster Rovers FC, chủ sở hữu của Sân vận động Keepmoat đã báo cáo lượng khán giả là 12.272 người. Tuy nhiên, việc trận đấu bắt đầu sớm trùng với giờ cao điểm tắc nghẽn giao thông khiến cho rất nhiều cổ động viên vắng mặt hoặc đến muộn. Số lượng khán giả chính thức được báo cáo là 10.402 người.

## Chi tiết trận đấu
| Anh | 20–0     | Latvia |
| --- | -------- | ------ |
| - Mead 3', 12', 23' - White 6', 9', 49' - Hemp 18', 44', 76', 88' - Toone 43' - Stanway 52' (ph.đ.) - Carter 56' - England 61', 84' - Scott 67' - Russo 71', 81', 82' - Nobbs 80' | Chi tiết |        |

| Anh | Latvia |

| TM               | 1  | Mary Earps        |  |     |
| HV               | 2  | Millie Bright (c) |  | 46' |
| HV               | 3  | Lotte Wubben-Moy  |  |     |
| HV               | 5  | Alex Greenwood    |  |     |
| TV               | 7  | Beth Mead         |  |     |
| TV               | 8  | Georgia Stanway   |  | 60' |
| TV               | 4  | Keira Walsh       |  | 71' |
| TV               | 6  | Ella Toone        |  | 46' |
| TV               | 11 | Lauren Hemp       |  |     |
| TĐ               | 10 | Bethany England   |  |     |
| TĐ               | 9  | Ellen White       |  | 60' |
| Dự bị:           |    |                   |  |     |
| TM               | 13 | Sandy MacIver     |  |     |
| TM               | 21 | Hannah Hampton    |  |     |
| HV               | 12 | Niamh Charles     |  |     |
| HV               | 15 | Jess Carter       |  | 46' |
| HV               | 16 | Rachel Daly       |  |     |
| HV               | 19 | Demi Stokes       |  |     |
| TV               | 14 | Fran Kirby        |  |     |
| TV               | 18 | Jordan Nobbs      |  | 46' |
| TV               | 20 | Jill Scott        |  | 60' |
| TV               | 23 | Katie Zelem       |  | 71' |
| TĐ               | 22 | Alessia Russo     |  | 60' |
| Huấn luyện viên: |    |                   |  |     |
| Sarina Wiegman   |    |                   |  |     |

| TM               | 23 | Laura Siņutkina          |     | 46' |
| HV               | 4  | Alise Gaiķe              |     | 46' |
| HV               | 22 | Sofija Gergeležiu        |     |     |
| HV               | 6  | Arta Luīze Lubiņa        |     |     |
| HV               | 2  | Ligita Tumāne            | 52' |     |
| TV               | 10 | Anna Kristīne Gornela    |     |     |
| TV               | 5  | Evelīna Freidenfelde     |     | 56' |
| TV               | 7  | Signija Šenberga         |     | 67' |
| TĐ               | 8  | Viktorija Zaičikova      |     |     |
| TĐ               | 13 | Sandra Voitāne (c)       |     |     |
| TĐ               | 15 | Tatjana Baļičeva         |     | 85' |
| Dự bị:           |    |                          |     |     |
| TM               | 1  | Asnāte Lindermane        |     |     |
| TM               | 12 | Alīna Skļemenova         |     | 46' |
| HV               | 3  | Kristīne Evelīna Lodziņa |     |     |
| HV               | 17 | Ērika Gricienko          |     | 85' |
| HV               | 19 | Diāna Skribina           |     | 56' |
| TV               | 11 | Taisija Smirnova         |     |     |
| TV               | 14 | Viktorija Vengreviča     |     | 67' |
| TV               | 16 | Selga Vitmore            |     | 46' |
| TV               | 20 | Nikola Brahmane          |     |     |
| TĐ               | 9  | Liāna Rožaščonoka        |     |     |
| Huấn luyện viên: |    |                          |     |     |
| Romāns Kvačovs   |    |                          |     |     |

| Cầu thủ của trận đấu: Ellen White (Anh) Trợ lý trọng tài: Nikol Šafránková (Cộng hòa Séc) Tereza Hessová (Cộng hòa Séc) Trọng tài thứ tư: Lucie Šulcová (Cộng hòa Séc) |

### Thống kê trận đấu

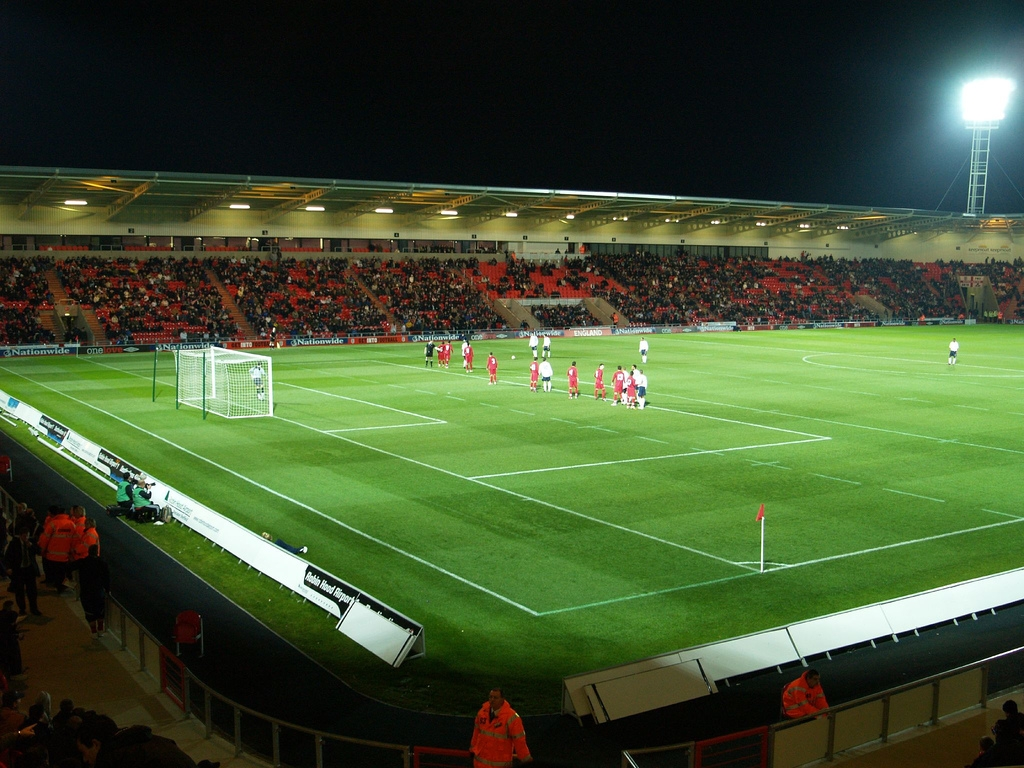
Sân vận động Keepmoat

Nguồn: 
| Chỉ số                    | Anh   | Latvia |
| ------------------------- | ----- | ------ |
| Số bàn thắng              | 20    | 0      |
| Số cú sút                 | 64    | 0      |
| Số cú sút trúng đích      | 31    | 0      |
| Thời lượng kiểm soát bóng | 85.6% | 14.4%  |
| Phạt góc                  | 15    | 0      |
| Số lần phạm lỗi           | 2     | 2      |
| Thẻ vàng                  | 0     | 1      |
| Thẻ đỏ                    | 0     | 0      |

Những kỷ lục bị xô đổ trong trận đấu
- Chiến thắng lớn nhất của một đội tuyển Anh trong một trận đấu (nam và nữ): 20
- Số bàn thắng nhiều nhất mà một đội tuyển Anh có thể ghi được trong một trận đấu (nam và nữ): 20
- Số hat-trick nhiều nhất được ghi bởi một đội tuyển Anh trong một trận đấu (nam và nữ): 4
- Hat-trick nhanh nhất mà một cầu thủ Anh lập được trong một trận đấu (nam và nữ): Alessia Russo – 11 phút
- Cầu thủ nữ ghi nhiều bàn thắng nhất cho đội tuyển Anh: Ellen White – bàn thắng thứ 47 và 48 (vượt qua Kelly Smith)

## Hậu quả
Trả lời bình luận sau trận đấu, huấn luyện viên Kvačovs đã khen ngợi khả năng thích ứng với hoàn cảnh của cầu thủ đội ông. Ông cũng nhấn mạnh trình độ khác biệt giữa các cầu thủ nghiệp dư thiếu kinh nghiệm phía mình và các cầu thủ chuyên nghiệp của Anh: "Chúng tôi chưa bao giờ gặp phải một đội tuyển khó chơi như vậy. Đội tuyển Anh đã thi đấu rất tuyệt vời, nhưng đội tuyển Latvia đang trên công cuộc chuyển giao thế hệ cầu thủ. Độ tuổi trung bình của đội tuyển mới chỉ là 20 tuổi." Một phụ huynh của một cầu thủ mới ra mắt đã post trên TheGuardian.com để than thở rằng các cầu thủ Latvia đã bị "hủy diệt một cách không cần thiết", nhấn mạnh: "có điều gì đó không hoàn toàn lành mạnh về toàn bộ vấn đề này".
Mặc dù bà đã chỉ đạo các cầu thủ phải thi đấu một cách "tàn nhẫn" trong trận đấu, huấn luyện viên của đội tuyển Anh Wiegman sau đó đã thừa nhận rằng những trận đấu mất cân bằng như vậy sẽ tác động tiêu cực đến toàn bộ sự phát triển của bóng đá nữ: "Đương nhiên là chúng ta muốn nhìn thấy những trận đấu mang tính chất cạnh tranh và đây không phải là một trong số đó". Sau khi Anh vô địch Euro 2022 và giành quyền tham dự World Cup, bà đã nói rằng cần phải có những sự thay đổi giúp bóng đá nữ phát triển: "Một tỷ số đậm đôi khi cũng ổn nhưng nếu nó xảy ra quá thường xuyên thì chúng ta cần đặt ra câu hỏi rằng nó có đem lại bất kỳ lợi ích gì cho đội chiến thắng hay thất bại. Nó nên là một ngoại lệ chứ không phải một điều luật." Bà không đưa ra những đề xuất cụ thể, thừa nhận đó không phải lĩnh vực của mình, nhưng nói rằng trước đó đã có những lời gợi ý từ UEFA và các liên đoàn khác.
Kết quả này cùng những thất bại nặng nề khác khiến Latvia tụt 10 bậc xuống vị trí thứ 112 khi bảng xếp hạng các đội tuyển nữ mới của FIFA được công bố vào 10 tháng 12 năm 2021, vị trí thấp nhất trong lịch sử đội tuyển. Còn đội tuyển Anh tiếp tục duy trì vị trí thứ tám.
Đội tuyển Anh kết thúc chiến dịch vòng loại với vị trí đầu bảng, đủ điều kiện tham dự World Cup dù còn một trận chưa đá. Tam Sư thắng cả 10 trận đấu, ghi 80 bàn thắng mà không để lọt lưới. Latvia đứng cuối bảng với một chiến thắng và chín thất bại, ghi 8 bàn thắng và lọt lưới 63 bàn. Chiến thắng duy nhất của họ là chiến thắng tối thiểu 1–0 trước Luxembourg vào ngày 24 tháng 6 năm 2022. Tổng cộng, có 19 trong tổng số 236 trận tại Vòng loại Giải vô địch bóng đá nữ thế giới 2023 kết thúc với chiến thắng có hai chữ số, năm trong số đó là của đội tuyển Anh.
Vòng loại của giải đấu quốc tế tiếp theo như Euro 2025, các đội tuyển sẽ được chia thành ba giải đấu, nhằm giúp cho các trận đấu không cân sức như vậy sẽ ít xảy ra hơn.